# قرعد (مذيخرة)

تعديل مصدري - تعديل

قرعد محلة تابعة لقرية احوال البر، التابعة لعزلة مذيخرة بمديرية مذيخرة إحدى مديريات محافظة إب في الجمهورية اليمنية.، بلغ تعداد سكانها 164 حسب تعداد اليمن لعام 2004.